# Roland Verhavert
Roland Verhavert (Melsele, 1 mei 1927 – Torhout, 26 juli 2014) was een Vlaams filmregisseur.
Verhavert werkte sinds 1953 voor de Vlaamse publieke omroep BRT als monteur en presentator van de filmprogramma's Première en Close Up. Hij maakte in de loop der jaren ook meerdere televisiefilms en documentaires voor de BRT. Vanaf 1962 gaf hij les aan de filmhogeschool HRITCS.
Daarnaast was hij ook de regisseur van verschillende films. Zijn speelfilmdebuut Meeuwen sterven in de haven (1955) schreef en regisseerde hij samen met Ivo Michiels en Rik Kuypers. Pas elf jaar later volgde zijn solodebuut Het afscheid (1966). In de jaren '70 hij werkte aan Rolande met de bles (1972), De loteling (1973), Pallieter (1975) en Brugge, die stille (1981). Met die laatste film ontkrachtte Verhavert de kritiek dat zijn oeuvre zich te veel concentreerde op het Vlaamse boerenverleden. Het zou hem trouwens ook niet tegenhouden om in 1989 zijn laatste lange speelfilm uit te brengen, Boerenpsalm over de getormenteerde boer Wortel van Felix Timmermans.
Voor zijn film Meeuwen sterven in de haven was hij in 1956 genomineerd op het Filmfestival van Cannes voor de Gouden Palm, samen met Ivo Michiels en Rik Kuypers. Voor De loteling was hij in 1974 op het Internationaal filmfestival van Berlijn genomineerd voor de Gouden Beer en won hij de C.I.D.A.L.C. Award.
In 2009 werd hem tijdens een galauitzending van de digitale filmzender PRIME rond de beste Vlaamse films aller tijden een Lifetime-Achievement Award uitgereikt. Bij de uitreiking verwoordde hij zijn blijdschap met de uitspraak: "Herinnerd worden is het mooiste wat er is. Om het met een herwerkte quote van Oscar Wilde te zeggen: ’Sterven is erg maar vergeten worden is nog veel erger.’" In 2012 werd Verhavert als "peetvader van de Vlaamse film" nog de laureaat van de Prijs van Verdienste op het Festival van de Sociale Film in Antwerpen.
Verhavert overleed op 87-jarige leeftijd na een hartaanval.

## Filmografie
- 1955: Meeuwen sterven in de haven
- 1966: Het afscheid
- 1970: De zachtmoedige (televisiefilm)
- 1972: Rolande met de bles
- 1973: De loteling
- 1975: Pallieter
- 1977: Rubens, schilder en diplomaat (minitelevisieserie)
- 1981: Brugge, die stille
- 1989: Boerenpsalm